# Władysław Witalisz
Władysław Witalisz – filolog anglista, literaturoznawca, doktor habilitowany, profesor Uniwersytetu Jagiellońskiego, dziekan Wydziału Filologicznego UJ w kadencjach 2020–2024 i 2024–2028. 

## Życiorys
Władysław Witalisz zajmuje się historią literatury angielskiej i teatrem szekspirowskim, romansem rycerskim, obrazem wojny trojańskiej w średniowieczu, średniowieczną literaturą religijną, angielską mistyką średniowieczną oraz mediewalizmem w literaturze współczesnej. 